# Interpretación estadística de la mecánica cuántica
La Interpretación Estadística de la Mecánica Cuántica, también conocida como la interpretación conjunta, es una interpretación que puede ser vista como interpretación minimalista; es una interpretación mecanocuántica que demanda hacer pocas suposiciones asociadas con el formalismo matemático estándar. Ésta se extiende más allá de la interpretación por la que de Max Born ganó el premio Nobel de física. La interpretación establece que la función de onda no se aplica a un sistema individual, por ejemplo a una partícula simple, siendo una cantidad matemática abstracta y estadística que solo se aplica a un conjunto de sistemas similares preparados. Probablemente el aficionado más notable de esta interpretación fue Albert Einstein:

El intento de concebir una descripción teórica cuántica como una completa descripción de sistemas individuales conduce a una interpretación teórica no natural, que se convierte inmediatamente en innecesaria si uno acepta la interpretación que esta descripción se refiere a un conjunto de sistemas y no a sistemas individuales.
 Albert Einstein

A la fecha, probablemente el más prominente acérrimo de esta interpretación es Leslie Ballentine, profesor en la Universidad Simon Fraser y escritor del libro "Quantum Mechanics, A Modern Development".
La interpretación estadística, como muchas otras interpretaciones de la mecánica cuántica, no intenta justificar, derivar o explicar la mecánica cuántica desde cualquier proceso determinista o hacer cualquier afirmación acerca del estado real de la naturaleza del fenómeno cuántico. Esta interpretación solo interpreta la forma de la función de onda.